# Hooked on You: A Dead by Daylight Dating Sim
『Hooked on You: A Dead by Daylight Dating Sim』はBehaviour Interactiveから2022年8月4日に発売された、恋愛シミュレーションゲーム。非対称型サバイバルホラー『Dead by Daylight』（以下『DbD』）初のスピンオフ作品。「殺人鬼の島」と呼ばれる島を舞台に、プレイヤーは4人の殺人鬼とロマンスを楽しみながら、島の謎を解き明かしていく。

## システム
『DbD』ではサバイバー（生存者）とキラー（殺人鬼）に分かれて競うが、本作ではキラーのうち4人が恋愛対象となる。本作はノベルゲームの形を取っており、プレイヤーは海から漂着した人間として、ビーチで遭遇した4人のキラーに受け入れられ、行動を共にする。進行は4Gamer.netによると恋愛バラエティ番組に近似しており、感情の確認とグループでの活動を実施して、最後は告白を行う。バカンスは2日間となっており、プレイヤーはイベントや個人的なデートを通して、キラーと関係性を育むことができる。しかしプレイヤーの選択によってはプレイヤーがキラーに殺害されることになる。プレイヤーが殺害された場合、シナリオは直前の選択肢からやり直すことができる。
本作はマルチエンディングとなっており、愛情や友情が感じられるエンディングのほか、険悪な空気を迎えるエンディング、プレイヤーが死を迎えるエンディングなどが存在する。また、すべてのルートをクリアすると物語の全貌が分かるように作られている。
以下、プレイヤーの殺害以外の共通エンディングについて述べる。
- Friends Forever - いずれのキラーとも親密になりきらなかった場合に到達[6]。バレーボールで遊ぶキラーたちの様子が見られるほか、各キラーとの仲の良さ次第でプレイヤーの生死が決まる[6]。
- For Better, For Worse - 攻略対象すべてのトゥルーエンドに最低1回到達する必要のあるエンディング[6]。プレイヤーはエンティティに自分の後継を薦められる[6]。
- Cold Blooded - 攻略対象すべてのバッドエンドに最低1回到達する必要のあるエンディング[6]。プレイヤーはエンティティから漁色家(The Casanova)と称され、Dead by Daylight 2: Love Hurtsの最初のキラーに据えられる[6]。
- Completionist - 全トゥルーエンドとバッドエンドに到達したプレイヤーが到達できるエンディング[6]。トリックスターのキーホルダーが入手できる[6]。

## 登場人物
本作における攻略対象はトラッパー、ハントレス、レイス、スピリットの4名となっている。『DbD』では攻撃時の声程度しか発さないキラーでも、本作では会話が成立し、人となりや口調が分かるようになっている。本項では攻略対象についてグッドエンド、バッドエンドの順で箇条書きに記す。
トラッパー
裕福でそのことをひけらかすタイプの人物。有言実行するタイプでもある。容姿は4人の中で最も『DbD』に近いものとなっている。
- Love Hurts - トラッパーのほぼ全裸のピンナップが見られるほか、ナレーターと海とプレイヤーの会話が見られる。
- Last Laugh - トラッパーの慣れない排除とそれを嗤うトラッパーの父親が見られる。

ハントレス
ウサギの仮面と鼻歌で知られる殺人鬼。『DbD』では狩り以外のコミュニケーションができなかった。本作では純情ではあるものの、力強さは健在。
- The Hunger - キャビンに戻り家族を作る選択を2人は選ぶ。
- The Horror - ハントレスはビーチに膝から崩れ、何が間違っていたのかを苦悩することとなる。

レイス
本作では容姿にこだわる理知的な人物として描かれているが、『DbD』では知らぬ間に殺人に加担させられていたことで激昂した人物。性格は繊細。
- Blood Pact - プレイヤーはレイスの望むまま心臓を八つ裂きにするが、目が覚めた時レイスの心臓は元通り繋ぎ合わさっていた。
- Star Killer - プレイヤーの選択にレイスは狼狽し、悲しみの中藻掻くことを選択する。

スピリット
本作では『DbD』での香川県出身の女子大生らしさは控えめで、ステレオタイプで見られることを嫌うタイプの女性として登場する。外見は『DbD』から最も離れた容姿となっている。
- Dark Heart - ドワイトの犠牲によりプレイヤーはスピリットの機嫌と他のキラーからの敬愛を得ることができる。
- Assassin’s Blade - スピリットはプレイヤーによる彼女への拒絶に愕然とし、その後起きたことへの復讐を計画する。

ナレーター
本作のナレーターは主人公と頻繁に会話する。
海洋
頻繁にプレイヤーに語りかける存在。
ドワイト&クローデット
『DbD』のサバイバーで、島で嫌々ながら生活を支える2人。アシスタントのような立場で主人公を支える。
トリックスター
非攻略対象のキラー。主人公が攻略対象となるキラーとの交流を邪魔するなど、登場後短いセリフの後に去っていく。

## 開発
本作の開発は2021年4月に実施された『Dead by Daylight』満足度調査アンケートにて、ゲームのキャラクターが登場するゲームジャンルの希望に関する質問で、恋愛シミュレーションが最多数であったことから決定した。開発は過去にケンタッキーフライドチキンの恋愛シミュレーション『I Love You, Colonel Sanders! A Finger Lickin’ Good Dating Simulator』を製作し、約20年の恋愛シミュレーションゲームの開発経験を持つPsyopが担当した。

## 販売
本作は2022年8月4日に980円で発売された。購入すると『DbD』にて使用できるスキンアイテムとコーディネイトが特典として付属している。

## 評価と展望
ライターのCass Marshallは『Polygon』にて、他の多くのスタジオであればエイプリルフールのジョークやイースターエッグとして存在するものだが、『DbD』の飢えたファン層とそれを理解したBehaviour Interactiveによって本作が生み出されたとしている。
Behaviour Interactiveは『DbD』6周年のアニバーサリーストリーミングイベントにて本作を発表した際に、発売後の反響が好評であれば、次回作、追加コンテンツのリリース、『DbD』に登場したコラボライセンスのキラーの登場を示唆した。